# Aleix Vidal
Aleix Vidal Parreu (sinh ngày 21 tháng 8 năm 1989) là cầu thủ chuyên nghiệp người Tây Ban Nha hiện đang chơi cho Sevilla. Thời ở Sevilla anh chơi ở vị trí sở trường là tiền vệ,tiền đạo cánh phải.Khi chuyển tới Barca anh được xếp đá ở vị trí hậu vệ phải để bù đắp vị trí Danii Alves để lại.
Phần lớn sự nghiệp của anh là đá cho các đội bóng ít tên tiếng và giải đấu tính cạnh tranh thấp. Nhưng sự nghiệp của anh đã thay đổi khi đá cho Almería, giúp đội bóng thăng hạng lên đá La Liga, và giành chiến thắng cúp Europa League cùng đội bóng Sevilla trước khi ký hợp đồng với Barcelona năm 2015 với giá €17 million.

## Thống kê câu lạc bộ
Tính đến on ngày 12 tháng 3 năm 2016
| Club          | Season       | League             | League | League | Copa del Rey | Copa del Rey | Europe | Europe | Other | Other | Total | Total |
| Club          | Season       | Division           | Apps   | Goals  | Apps         | Goals        | Apps   | Goals  | Apps  | Goals | Apps  | Goals |
| ------------- | ------------ | ------------------ | ------ | ------ | ------------ | ------------ | ------ | ------ | ----- | ----- | ----- | ----- |
| Reus          | 2006–07      | Tercera División   | 1      | 0      | —            | —            | —      | —      | —     | —     | 1     | 0     |
| Espanyol B    | 2008–09      | Tercera División   | 2      | 0      | —            | —            | —      | —      | —     | —     | 2     | 0     |
| Panthrakikos  | 2008–09      | Superleague Greece | 8      | 0      | —            | —            | —      | —      | —     | —     | 8     | 0     |
| Pobla Mafumet | 2009–10      | Tercera División   | 31     | 7      | —            | —            | —      | —      | —     | —     | 31    | 7     |
| Gimnàstic     | 2009–10      | Segunda División   | 1      | 0      | 0            | 0            | —      | —      | —     | —     | 1     | 0     |
| Mallorca B    | 2010–11      | Segunda División B | 35     | 6      | —            | —            | —      | —      | —     | —     | 35    | 6     |
| Almería B     | 2011–12      | Segunda División B | 1      | 2      | —            | —            | —      | —      | —     | —     | 1     | 2     |
| Almería       | 2011–12      | Segunda División   | 41     | 5      | 2            | 0            | —      | —      | —     | —     | 43    | 5     |
| Almería       | 2012–13      | Segunda División   | 37     | 4      | 4            | 1            | —      | —      | 4     | 2     | 45    | 7     |
| Almería       | 2013–14      | La Liga            | 38     | 6      | 4            | 1            | —      | —      | —     | —     | 42    | 7     |
| Almería       | Total        | Total              | 116    | 15     | 10           | 2            | —      | —      | 4     | 2     | 130   | 19    |
| Sevilla       | 2014–15      | La Liga            | 31     | 4      | 4            | 0            | 12     | 2      | —     | —     | 47    | 6     |
| Barcelona     | 2015–16      | La Liga            | 9      | 0      | 5            | 0            | 0      | 0      | —     | —     | 14    | 0     |
| Career total  | Career total | Career total       | 235    | 34     | 19           | 2            | 12     | 2      | 4     | 2     | 270   | 40    |

1. ↑  All appearances in 2012-13 Promotion Play-offs
2. ↑  Eleven appearances and 2 goals in UEFA Champions League, one appearance in UEFA Super Cup

## Thành tích

### Câu lạc bộ
Sevilla
- UEFA Europa League: 2014–15[7]

Barcelona
- La Liga: 2015–16
- Copa del Rey: 2015–16

### Cá nhân
- UEFA Europa League: Squad of the season 2014–15[8]